# Peters and Lee
Peters and Lee sont un duo de chanteurs britanniques des années 1970 composé de Lennie Peters et de Dianne Lee.

## Histoire
Lennie Peters, (de son vrai nom  Leonard George Sargent, né le 22 novembre 1931 à Londres, oncle de Charlie Watts, le batteur des Rolling Stones) devient borgne après un accident de voiture à l'âge de cinq ans. Il perd le second œil à 16 ans après avoir reçu une brique dans le visage. Il joue du piano dans les pubs de Londres. Il enregistre deux singles sur le label Oriole Records, Let the Tears Begin and And My Heart Cried en 1963 et 1964. En 1966, il fait Stranger in Paradise pour Pye Records puis Here We Go Again pour Gemini en 1970. Il s'associe la même année avec l'actrice et danseuse Dianne Lee (de son vrai nom Dianne Littlehales, née en février 1950 à Sheffield) ; elle fait alors partie de son chœur. Elle danse aussi avec sa cousine Liz.
Le manager d'International Artists fait changer de nom : de "Lennie Peters and Melody", le duo prend le nom de "Peters and Lee". Son premier concert est en première partie de Rolf Harris le 30 avril 1970 à Bournemouth.
Il fait sa première apparition à la télévision dans Opportunity Knocks et remporte sept émissions avec les chansons All Change Places, I'm Confessin', Let It Be Me et All I Ever Need is You. Il obtient alors un contrat avec Philips Records. Le nouveau manager Johnny Franz trouve une chanson qui va aux deux chanteurs, Welcome Home, qui se vend à 800 000 exemplaires en 1973. L'album We Can Make It se vend à 250 000 exemplaires.
Peters and Lee prennent la tête du Royal Variety Performance et multiplient les apparitions à la télévision dont Top of the Pops. Ils ont leur propre émission sur Associated Television.
Leur dernière apparition à la télévision avant la séparation a lieu en novembre 1980.
Lee se consacre à une carrière d'actrice tandis que Peters fait une carrière de chanteur en solo. Il fait des apparitions à la télévision, tient un rôle dans The Hit. Ni l'un ni l'autre n'ont un succès aussi fort que du temps du duo.
En 1986, ils se réunissent pour un single, Familiar Feelings, en voulant profiter de la nostalgie, et font des apparitions à la télévision. Ils sortent deux nouveaux albums en 1989 et 1992.
Lennie Peters meurt d'un cancer le 10 octobre 1992. La dernière apparition à la télévision date de février 1992. En plus d'un bras cassé, la maladie est visible.
Dianna Lee épouse Rick Price, le bassiste de Wizzard. Elle sort un album solo en 1994 puis chante en duo avec son mari.

## Discographie
Singles
- Welcome Home, mai 1973
- By Your Side, novembre 1973
- Don't Stay Away Too Long, avril 1974
- Rainbow, août 1974
- Closer, 1974
- The Crying Game, 1975
- Somebody Done Somebody Wrong Song, 1975
- Hey Mr. Music Man, mars 1976
- Save Me, 1976
- What is Love, 1976
- Serenade That We Played, 1976
- Where is Your Heart, 1977
- Smile 1977
- Let Love Come Between Us, 1977
- Suspicious Minds, 1977
- Love (Loving Time), 1978
- People Over the World, 1979
- I Understand, 1980
- Ocean and Blue Sky, 1980
- Familiar Feelings, 1986
- Peace Must Come Again, 1989
- Isle of Debris, 1989

Albums
- We Can Make It, janvier 1973
- By Your Side, novembre 1973
- Rainbow, septembre 1974
- Favourites octobre 1975
- Serenade 1976
- Invitation, décembre 1976
- Smile, 1977
- Love and Affection, 1979
- The Farewell Album, 1980
- Peters and Lee, 1989
- Through All the Years, 1992

## Source de la traduction
- (en) Cet article est partiellement ou en totalité issu de l’article de Wikipédia en anglais intitulé « Peters and Lee » (voir la liste des auteurs).